# طارق أحمد العلي
طارق أحمد العلي هو لاعب كرة قدم لبناني في مركز الوسط، ولد في 6 فبراير 1986 في كينيما في سيراليون. شارك مع منتخب لبنان لكرة القدم.

## وصلات خارجية
- طارق أحمد العلي على موقع قاعدة بيانات كرة القدم.إي يو (الإنجليزية)
- طارق أحمد العلي على موقع ناشيونال فوتبول تيمز (الإنجليزية)
- طارق أحمد العلي على موقع Soccerway.com (الإنجليزية)
- طارق أحمد العلي على موقع كووورة
- طارق أحمد العلي على موقع GSA (الإنجليزية)